# 신영자 (기업인)
신영자(辛英子, 1942년 10월 16일 ~ )는 대한민국의 기업인이다. 롯데그룹 창업자 신격호의 유일하게 조강지처에게서 얻은 자식이자 적장녀로 롯데재단 의장이다.

## 일생

### 롯데그룹 비자금 조성 의혹 사건
2016년 7월 1일 서울중앙지검 방위사업수사부는 신영자를 횡령혐의로 16시간 동안 조사했다. 검찰은 신 이사장의 아들 소유로 돼 있는 명품 수입유통업체 B업체에 세 딸이 등기임원으로 이름을 올려놓고 근무 실적 없이 급여 명목의 돈을 챙겨 간 정황을 포착한 것으로 알려졌다. 이밖에도 신영자는 네이처리퍼블릭을 비롯한 화장품 업체와 요식업체 등을 롯데면세점 등에 입점시키는 대가로 뒷돈을 받아 온 것으로 조사됐다.

## 학력
- 부산여자고등학교
- 이화여자대학교 가정학 학사

## 경력
- 1973년 ~ 1979년 : 롯데호텔 이사
- 1980년 ~ 1983년 : 롯데쇼핑 영업담당 이사
- 1983년 ~ 1988년 : 롯데쇼핑 영업담당 상무
- 1988년 ~ 1989년 : 롯데쇼핑 상품개발, 상품매입담당 부사장
- 1989년 ~ 1997년 : 롯데쇼핑 상품본부장 부사장
- 1989년 ~ 1997년 : 롯데호텔 부산 부사장
- 1997년 : 롯데쇼핑 총괄 부사장
- 2008년 : 롯데쇼핑 사장
- 2009년 12월 ~ : 롯데삼동복지재단 이사장
- 2012년 2월 ~ : 롯데복지재단 이사장
- 2012년 2월 : 롯데장학재단 이사장

## 가족
- 전남편 : 장오식
  - 아들 : 장재영
  - 딸 : 장선윤(1971년~)
  - 딸 : 장혜선
  - 딸 : 장정안
- 아버지 : 신격호(辛格浩, 1921년 ~ 2020년) - 롯데그룹 명예회장
- 어머니 : 노순화(盧順和, 1922년 ~ 1951년)
- 계모 : 시게미쓰 하츠코 (1927년 ~ )
  - 첫째 남동생 : 신동주(辛東主, 1954년 ~ ) - 에스디제이 회장, 광윤사 대표이사
  - 둘째 남동생 : 신동빈(辛東彬, 1955년 ~ ) - 롯데그룹 회장
  - 여동생 : 신유미
- 숙부 : 신철호 (1923 ~ 1999) - 前 롯데제과 사장